# Svend Aage Christensen (bokser)
 Der er flere personer med dette navn, se Svend Aage Christensen.
Svend Aage Christensen (født 22. februar 1917 – ?) var en dansk professionel letsværvægtsbokser. 
Som amatør boksede Svend Aage Christensen for IF Sparta og vandt DM i letsværvægt 4 gange i årene 1942-1945. Han deltog endvidere i krigseuropamesterskaberne i boksning i byen Breslau i 1942, hvor Christensen opnåede guld. 
Han debuterede som professionel bokser den 5. april 1946 ved et stævne i København, hvor han imidlertid tabte på point efter 6 omgange til finnen Oiva Purho. Han opnåede i 1949 en kamp i Algeriet mod den senere franske og europæiske mester i letsværvægt Albert Yvel, men blev slået ud i 2. omgang. Han boksede én yderligere kamp i 1951 mod Renato Tontini og vandt på point efter 10 omgange, men opgav herefter karrieren efter 19 sejre (5 før tid) og 5 nederlag.